# FBReader
FBReader je svobodný program pro čtení elektronických knih pro PDA a osobní počítače.
Původně byl napsán pro Sharp Zaurus, ale dnes běží na mnoha různých platformách, například na internetových tabletech Nokia 770 a N800, v běžném Linuxovém desktopu i ve Windows XP.
Mezi formáty, které podporuje, patří FictionBook, HTML, plucker, Palmdoc, zTxt, TCR, RTF, OEB, mobipocket bez DRM a prostý text.